# Guus Hiddink
Guus Hiddink (pronunție în neerlandeză [ˈɣys ˈɦɪdɪŋk]; n. 8 noiembrie 1946, Varsseveld, Gelderland, Țările de Jos) este un antrenor neerlandez de fotbal, fost fotbalist profesionist. El a fost cel mai bine plătit antrenor al anului 2009. Printre performanțele sale sunt Tripla Europeană (Eredivisie, Cupa Țărilor de Jos și Cupa Campionilor Europeni) cu PSV Eindhoven; a dus Olanda și Coreea de Sud pe locul patru la Campionatul Mondial de Fotbal 1998 și Campionatul Mondial de Fotbal 2002 respectiv; a dus Australia la cea mai bună performanță a sa la Campionatul Mondial de Fotbal 2006; a dus Rusia în semifinalele Euro 2008 - cea mai bună performanță a Rusiei de la destrămarea URSS; și a condus Chelsea la triumf în Cupa Angliei în fața lui Everton în 2009. Guus Hiddink a mai antrenat și echipe ca Fenerbahçe S.K., Valencia și Real Madrid.

## Palmares

### Ca jucător
De Graafschap
- Tweede Divisie (1): 1969

San Jose Earthquakes
- North American Soccer League Southern Division (1): 1977 (Runner-up)

### Ca antrenor
Individual
- Antrenorul anului în Asia (1:) 2002
- World Soccer World Manager of the Year (1:) 2002
- Antrenorul olandez al anului (toate sporturile) (2:) 2002, 2005
- Rinus Michels Award (2:) 2005, 2006
- Coach of the Year in Russia (1:) 2008[4]
- Stadionul Gwangju al Campionatului Mondial a fost redenumit în Stadionul Guus Hiddink în cinstea performanței obținute de Guus Hiddink la 2002 FIFA World Cup.
- Hiddink was given a lifetime achievement award by the Royal Dutch Football Association in 2007. It was only the third such award ever given following those received by Rinus Michels and Johan Cruijff.[5]

| Palmares de club PSV Eindhoven - Eredivisie (6): 1987, 1988, 1989, 2003, 2005, 2006 - KNVB Cup (4): 1988, 1989, 1990, 2005 - Supercupa Olandei (1): 1993 - Cupa Campionilor Europeni (1): 1988 Real Madrid - Cupa Intercontinentală (1): 1998 Chelsea - Cupa Angliei (1): 2009 | Palmares internațional Olanda - Euro 1996: Sferturi de finală - Campionatul Mondial de Fotbal 1998: Locul 4 Coreea de Sud - Campionatul Mondial de Fotbal 2002: Locul 4 Australia - Campionatul Mondial de Fotbal 2006: Optimi de finală Rusia - Euro 2008: Semifinale |

## Statistici antrenorat
La 26 May 2013..
| Echipa          | Început                                                                            | Sfârșit          | Record | Record | Record | Record | Record | Record | Record | Record | Record                                                                       |
| Echipa          | Început                                                                            | Sfârșit          | J      | V      | R      | Î      | GM     | GP     | GD     | Rata % | Sursa                                                                        |
| --------------- | ---------------------------------------------------------------------------------- | ---------------- | ------ | ------ | ------ | ------ | ------ | ------ | ------ | ------ | ---------------------------------------------------------------------------- |
| PSV Eindhoven   | 16 March 1987                                                                      | 30 June 1990     | 153    | 104    | 28     | 21     | 401    | 137    | +264   | 67,97  | [ 7 ] [ 8 ] [ 8 ] [ 9 ] [ 10 ] [ 11 ] [ 12 ]                                 |
| Fenerbahçe      | 1 July 1990                                                                        | 30 June 1991     | 37     | 15     | 9      | 13     | 65     | 66     | −1     | 40,54  | [ 14 ] [ 15 ]                                                                |
| Valencia        | 1 July 1991                                                                        | 30 November 1993 | 112    | 56     | 26     | 30     | 189    | 121    | +68    | 50     | [ 18 ] [ 19 ] [ 20 ] [ 21 ] [ 22 ]                                           |
| Valencia        | 26 March 1994                                                                      | 30 June 1994     | 8      | 3      | 3      | 2      | 16     | 8      | +8     | 37,5   | [ 20 ]                                                                       |
| Țările de Jos   | 1 January 1995                                                                     | 12 July 1998     | 39     | 22     | 8      | 9      | 82     | 31     | +51    | 56,41  | [ 24 ]                                                                       |
| Real Madrid     | 10 July 1998                                                                       | 24 February 1999 | 34     | 20     | 4      | 10     | 74     | 47     | +27    | 58,82  | [ 26 ] [ 27 ] [ 28 ]                                                         |
| Real Betis      | 1 February 2000                                                                    | 31 May 2000      | 16     | 3      | 6      | 7      | 13     | 22     | −9     | 18,75  | [ 30 ]                                                                       |
| Coreea de Sud   | 28 November 2000                                                                   | 8 July 2002      | 38     | 14     | 13     | 11     | 45     | 43     | +2     | 36,84  | [ 33 ]                                                                       |
| PSV Eindhoven   | 1 august 2002                                                                      | 30 June 2006     | 192    | 128    | 35     | 29     | 423    | 153    | +270   | 66,67  | [ 35 ] [ 36 ] [ 37 ] [ 38 ] [ 39 ] [ 40 ] [ 41 ] [ 42 ] [ 43 ] [ 44 ] [ 45 ] |
| Australia       | 22 July 2005 He announced he would manage both PSV and Australia at the same time. | 9 July 2006      | 13     | 8      | 2      | 3      | 28     | 11     | +17    | 61,54  | [ 48 ]                                                                       |
| Rusia           | 10 July 2006                                                                       | 30 June 2010     | 39     | 22     | 7      | 10     | 66     | 34     | +32    | 56,41  |                                                                              |
| Chelsea         | 11 February 2009                                                                   | 30 June 2009     | 23     | 17     | 5      | 1      | 44     | 20     | +24    | 73,91  | [ 52 ] [ 53 ]                                                                |
| Turcia          | 1 august 2010                                                                      | 16 November 2011 | 16     | 7      | 4      | 5      | 18     | 15     | +3     | 43,75  |                                                                              |
| Anji Mahacikala | 17 February 2012                                                                   | 22 July 2013     | 62     | 33     | 15     | 14     | 89     | 52     | +37    | 53,23  | [ 57 ] [ 58 ] [ 59 ]                                                         |
| Career totals   | Career totals                                                                      | Career totals    | 782    | 452    | 165    | 165    | 1.553  | 760    | +793   | 57,8   |                                                                              |

## Legături externe
- Guus Hiddink Foundation Arhivat în 25 septembrie 2020, la Wayback Machine.
- Profile at BDFutbol.com
- Managerial career at Mackolik.com tr